# NGC 5407
NGC 5407 é uma galáxia elíptica (E?) localizada na direcção da constelação de Canes Venatici. Possui uma declinação de +39° 09' 24" e uma ascensão recta de 14 horas, 00 minutos e 50,0 segundos.
A galáxia NGC 5407 foi descoberta em 16 de Maio de 1787 por William Herschel.